# 토비아스 울프

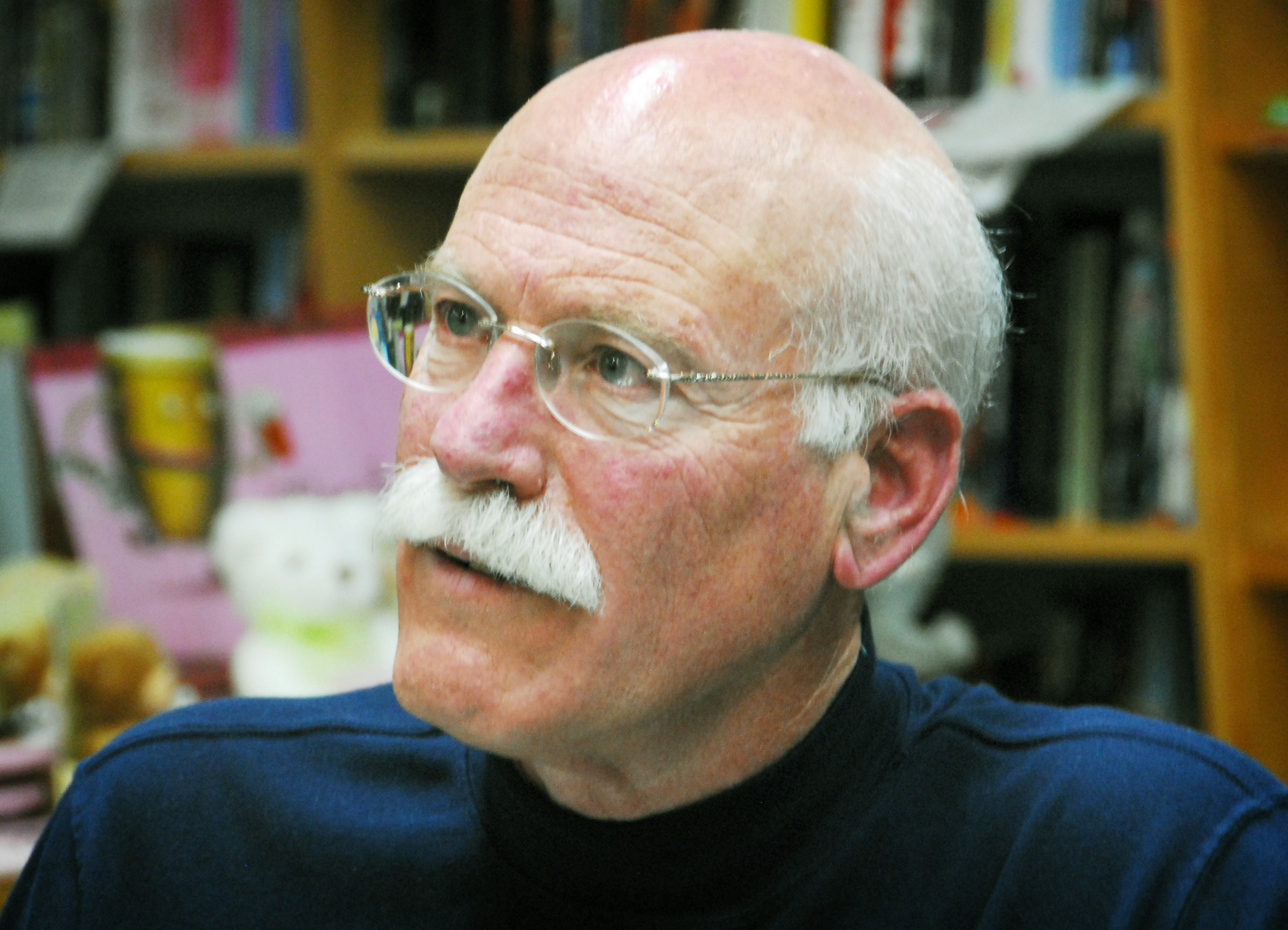
울프

토비아스 조나단 엔셀 울프 (Tobias Jonathan Ansell Wolff, 1945년 6월 19일 ~ ) 은 미국의 작가이다. 그의 회고록인 《이 소년의 생애》라는 책과 단편집 들로 잘 알려져 있으며 그 외에 2편의 소설을 쓰기도 했다.

## 인용
1. ↑  “Tobias Wolff”. 《This Goodly Land: Alabama's Literary Landscape》. Alabama Center for the Book, Auburn University. 2008년 5월 30일. 2010년 9월 17일에 원본 문서에서 보존된 문서. 2010년 5월 21일에 확인함.